# 图武萨岛
圖武薩島（發音：[tuˈβuða]）是斐濟的島嶼，位於拉肯巴島以北50公里的太平洋海域，距離芒奥岛35公里，屬於劳群岛的一部分，長5.7公里、寬3.4公里，面積12平方公里，最高點海拔高度244米。
17°40′S 178°49′W / 17.667°S 178.817°W